# Sanela Diana Jenkins
Sanela Diana Jenkins (nacida como Sanela Dijana Ćatić; 24 de octubre de 1973) es una empresaria y filántropa bosnia. Actualmente reside en California. Jenkins huyó de su país de origen tras el Sitio de Sarajevo, emigrando hacia Londres, donde posteriormente estudió en la Universidad de la City de Londres.

## Primeros años
Nacida en Sarajevo, Jenkins es la mayor de dos hijos de una familia de clase media bosníaca. Su madre era una contable y su padre era un economista. Fue criada en apartamentos de bloques de cemento, característicos de la República Federativa Socialista de Yugoslavia. Jenkins estudió economía en la Universidad de Sarajevo, pero tras el estallido de la guerra en 1992, la forzó a huir de su hogar y pasar más de un año en Croacia como refugiada, antes de emigrar hacia Londres, Reino Unido.

## Carrera
Mientras aun era una estudiante en Londres, Jenkins adquiría la línea de trajes de baño Melissa Odabash.
Ella produjo un libro fotográfico titulado "Room 23", cuyas fotos fueron realizadas por Deborah Anderson. La mayoría de las celebridades presentes en el libro son amigos de Jenkins, incluyendo George Clooney y Elton John. Las ganancias de la venta del libro benefician a varios programas de filantropía.
En 2009, Jenkins creó y lanzó la línea de bebidas funcionales Neuro, establecida en Sherman Oaks, California.

## Filantropía
En 2002, Diana Jenkins fundó la Fundación Irnis Catic, en memoria de su hermano, quién fue asesinado durante la Guerra de Bosnia. La fundación proporciona financiación para las instalaciones médicas en la Universidad de Sarajevo. En 2009, Jenkins fue condecorada con el premio Peace Connection por el Centro de Cooperación Multiétnica por la Paz.
El 5 de mayo de 2018, Jenkins fue honrada en el Consejo Asesor de la Gala Bosnia y Herzegovina en Washington D. C., por su continuo apoyo y actividades filantrópicas en el país.
En agosto de 2008, ella estableció el Proyecto de Derechos Humanos Sanela Diana Jenkins en la Universidad de California en Los Ángeles. La clínica se enfoca en asesoría legal, asesoría política y documentación. Es el primer programa dotado en derecho internacional y derechos humanos en cualquier escuela de derecho en la zona occidental de Estados Unidos.
Inmediatamente después del terremoto de Haití de 2010, Jenkins junto con el actor Sean Penn establecieron la Organización de Socorro Haitiano Jenkins-Penn, para proporcionar suministros médicos y otorgar asistencia médica a miles de desplazados haitianos. Compare la recuperación a largo plazo de Haití con la de Bosnia, destacando la necesidad de ayuda humanitaria básica, y afirmó que el ejército de los Estados Unidos no deberían abandonar el país prematuramente.
En marzo de 2010, Jenkins pagó la fianza del expresidente bosnio Ejup Ganić, quién fue detenido en Londres por una solicitud de extradición de serbia, por los cargos de conspiración en la muerte de 40 soldados.

## Vida privada
En 1999, se casó con Roger Jenkins, quién era un destacado ejecutivo de evasión de impuestos de la multinacional bancaria británica Barclays. La pareja se conoció en un gimnasio en el Barbican Estate, donde Roger residía tras haberse divorciado de su primera esposa, quién era una banquera de Barclays. La pareja tuvo dos hijos y posteriormente se divorciaron en 2011. Roger Jenkins enfrenta una posible condena de 22 años de cárcel, luego de haber sido acusado de fraude bancario por Serius Fraud Office, entidad británica encargada de investigar delitos tributarios.
En 2020 tuvo una hija con su actual pareja, Asher Monroe. En diciembre de 2022 anunció que estaba embarazada por cuarta vez. Su hija, Elodie Mae Book, nació el 8 de agosto de 2023.